# 泽连加村
泽连加村（俄语：Село Зеленга）是俄罗斯联邦阿斯特拉罕州沃洛达尔斯基区所属的一个村。其下辖有1个居民点，行政中心为泽连加。据2015年统计，该村的人口为2766人。